# Tavernerio
Tavernerio (lombardul: Tavernee) település Olaszországban, Lombardia régióban, Como megyében. Lakosainak száma 5631 fő (2023. január 1.). Tavernerio Como, Faggeto Lario, Lipomo, Montorfano, Albese con Cassano és Torno községekkel határos.

## Népesség
A település lakossága az elmúlt években az alábbi módon változott:
| Lakosok száma | 5805 | 5804 | 5631 |
|               | 2017 | 2018 | 2023 |